# Ruha Benjamin
Pour les articles homonymes, voir Benjamin.
Ruha Benjamin est une sociologue et professeure au département d'études afro-américaines de l'université de Princeton. Son travail porte sur la relation entre innovation et équité, en se concentrant particulièrement sur l'intersection de la race, de la justice et de la technologie. Benjamin est l'autrice de nombreuses publications, dont les livres People's Science: Bodies and Rights on the Stem Cell Frontier (2013), Race after Technology: Abolitionist Tools for the New Jim Code (2019) et Viral Justice: How We Grow the World We Want (2022).
Benjamin est également une intellectuelle, ayant parlé à des conférences à travers le monde, comme au Comité des Nations Unies pour l'élimination de la discrimination raciale, au NAACP Legal Defence and Education Fund, et lors d'un discours d'ouverture de l'AAAS en 2021.

## Enfance et vie familiale

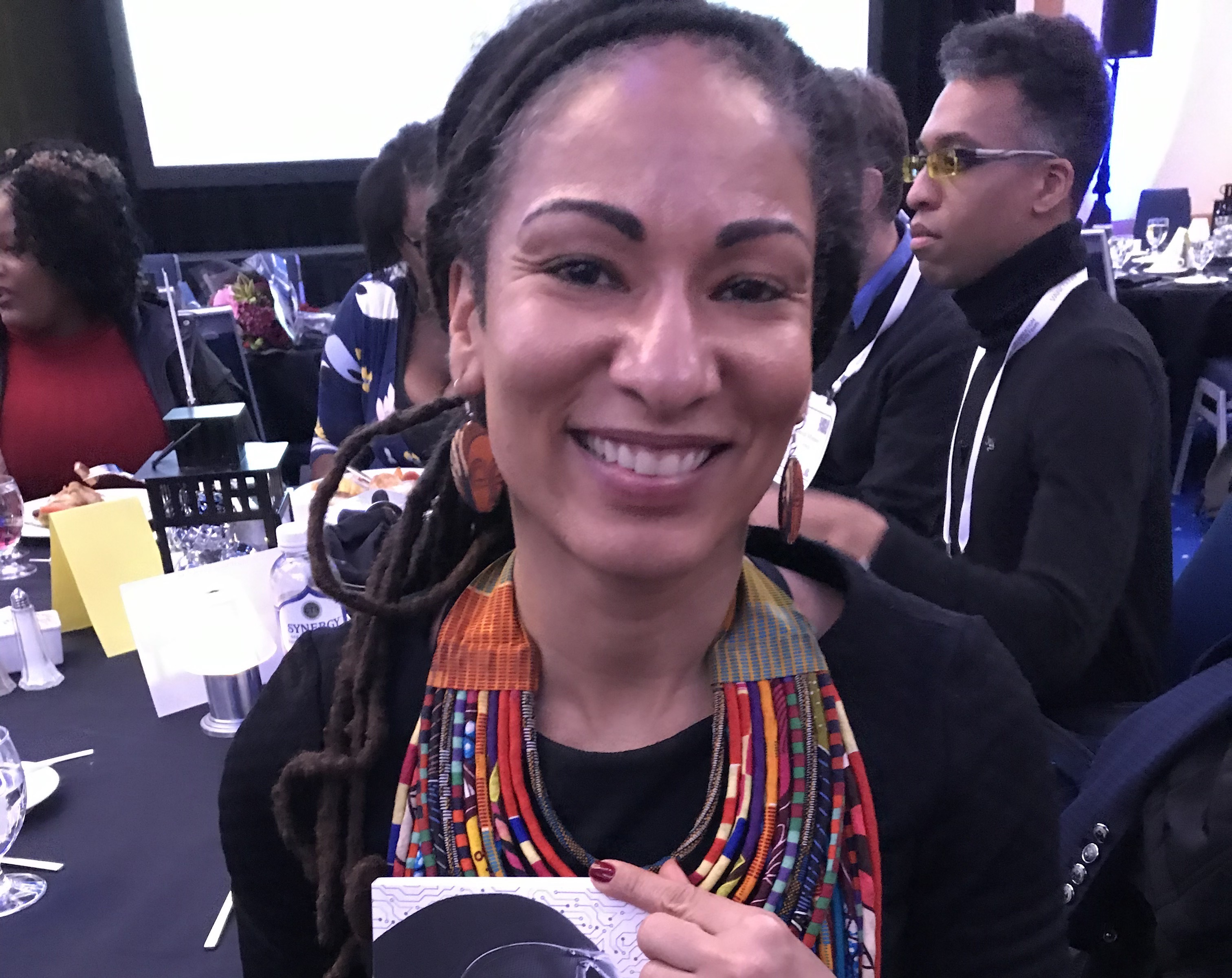
Ruha Benjamin et son livre, Race after Technology, à l'événement Black in AI en 2019.

Née en Inde, Benjamin décrit son intérêt pour les liens entre la science, la technologie et la médecine comme étant apparu durant son enfance. Entendre les histoires de ses parents sur l'interaction des corps humains avec la technologie médicale dans la clinique a suscité son intérêt. Elle a vécu et passé du temps à différents endroits tels que South Central Los Angeles, Conway en Caroline du Sud, à Majuro (îles Marshall) et au Swaziland (Afrique australe). Elle mentionne ces différentes expériences et cultures comme étant influentes dans sa façon de voir le monde.

## Carrière
Benjamin a obtenu son baccalauréat ès arts en sociologie et anthropologie au Spelman College, avant de terminer son doctorat en sociologie à l'université de Californie à Berkeley en 2008. Elle a bénéficié d'une bourse postdoctorale à l'Institut pour la société et la génétique à UCLA en 2010, avant d'obtenir une bourse de recherche au sein du programme Science, technologie et société de la Harvard Kennedy School. De 2010 à 2014, elle a été professeure adjointe d'études afro-américaines et de sociologie à l'université de Boston.

## Travaux
En 2013, son premier livre, People's Science: Bodies and Rights on the Stem Cell Frontier est publié par la Stanford University Press. Elle y étudie de manière critique comment l'innovation et le design s'appuient sur ou renforcent les inégalités. Plus précisément, Benjamin étudie comment et pourquoi les discours et pratiques scientifiques, commerciaux et populaires autour de la génomique ont incorporé des catégories raciales, ethniques et sexuées. Dans People's Science, Benjamin plaide également pour une communauté scientifique plus inclusive, responsable et publique.
En 2019, son livre, Race After Technology: Abolitionist Tools for the New Jim Code est publié par Polity. Dans cet ouvrage, Benjamin développe ses recherches et analyses antérieures en se concentrant sur les différentes façons dont les hiérarchies sociales, en particulier le racisme, sont intégrées dans la couche logique des technologies basées sur Internet. Elle développe son concept du « New Jim Code », qui fait référence au travail de Michelle Alexander, The New Jim Crow, pour analyser comment les algorithmes et applications, en apparence « neutres », peuvent reproduire ou exacerber les préjugés raciaux.
Race After Technology remporte le prix du livre Oliver Cox Cromwell 2020 décerné par la section de l'American Sociological Association sur les relations raciales et ethniques, le prix littéraire 2020 de la bibliothèque publique de Brooklyn pour la non-fiction, et la « Honorable Mention for the 2020 Communication, Information Technologies, and Media Sociology Book Award ». Il est également sélectionné par Fast Company comme l'un des « huit livres sur la technologie que vous devriez lire en 2020 ».
En 2019, un livre qu'elle a édité, Captivating Technology: Reimagining Race, Carceral Technoscience, and Liberatory Imagination in Everyday Life a été publié par la Duke University Press, examinant comment les logiques carcérales façonnent la vie sociale bien au-delà des prisons et de la police.
Actuellement, Benjamin est professeure au Département d'études afro-américaines de l'université de Princeton, où son travail se concentre sur les dimensions de la science, de la technologie et de la médecine, de la race et de la citoyenneté, du savoir et du pouvoir. En 2018, elle fonde le JUST DATA Lab, un espace pour militants, technologues et artistes permettant de réévaluer la manière dont les données peuvent être utilisées pour la justice. Elle siège également aux comités exécutifs du Program in Global Health and Health Policy et au Center for Digital Humanities de l'université de Princeton.
Le 25 septembre 2020, Benjamin a été nommée comme l'une des 25 membres du Real Facebook Oversight Board, un groupe de surveillance indépendant sur Facebook.

## Prix et récompenses
Benjamin a reçu de nombreux prix et bourses, dont la Fondation Marguerite Casey et le Group Health Fund Freedom Scholar Award, une bourse de l'American Council of Learned Societies, la National Science Foundation et l'Institute for Advanced Study, entre autres. En 2017, elle a reçu le President's Award for Distinguished Teaching à Princeton.

## Publications
- (en) Viral Justice: How We Grow the World We Want., Princeton University Press, 2022 (ISBN 9780691222882, lire en ligne)
- (en) Race After Technology: Abolitionist Tools for the New Jim Code, Polity, 2019 (ISBN 9781509526390)
- (en) Captivating Technology: Race, Carceral Technoscience, and Liberatory Imagination in Everyday Life, Duke University Press, 2019 (ISBN 978-1-4780-0381-6)
- (en) Assessing Risk, Automating Racism., vol. 366, Science (no 6464), 2019 (lire en ligne), p. 421–422.
- (en) « Prophets and Profits of Racial Science », Kalfou: A Journal of Comparative and Relational Ethnic Studies, vol. 5, no 1,‎ 28 juin 2018, p. 41-53 (ISSN 2372-0751, DOI 10.15367/kf.v5i1.198, S2CID 149650720, lire en ligne).
- (en) Making kin not population, Chicago, Illinois, Prickly Paradigm Press, 2018 (ISBN 978-0-9966355-6-1, OCLC 1019611298, lire en ligne), « Black Afterlives Matter: Cultivating Kinfulness as Reproductive Justice ».
- (en) « Black AfterLives Matter », Boston Review,‎ 11 juillet 2018 (lire en ligne, consulté le 24 février 2021).
- (en) « Cultura Obscura: Race, Power, and "Culture Talk" in the Health Sciences », American Journal of Law & Medicine, vol. 43, nos 2–3,‎ 2017, p. 225–238 (ISSN 0098-8588, PMID 29254467, DOI 10.1177/0098858817723661, S2CID 40857476, lire en ligne).
- (en) « Catching Our Breath: Critical Race STS and the Carceral Imagination », Engaging Science, Technology, and Society, vol. 2,‎ 1er juillet 2016, p. 145–156 (ISSN 2413-8053, DOI 10.17351/ests2016.70, lire en ligne).
- (en) « Informed Refusal: Toward a Justice-based Bioethics », Science, Technology, & Human Values, vol. 4, no 6,‎ 23 juin 2016, p. 967-990 (DOI 10.1177/0162243916656059, S2CID 148172468, lire en ligne).
- (en) « Racial Fictions, Biological Facts: Expanding the Sociological Imagination through Speculative Methods », Catalyst: Feminism, Theory, Technoscience, vol. 2, no 2,‎ 17 juin 2016, p. 1–28 (ISSN 2380-3312, DOI 10.28968/cftt.v2i2.28798, lire en ligne).
- (en) « The Emperor’s New Genes: Science, Public Policy, and the Allure of Objectivity », The ANNALS of the American Academy of Political and Social Science, vol. 661, no 1,‎ septembre 2015, p. 130–142 (ISSN 0002-7162 et 1552-3349, DOI 10.1177/0002716215587859, lire en ligne, consulté le 2 mai 2023).
- (en) People's Science: Bodies and Rights on the Stem Cell Frontier, Stanford University Press, 2013 (ISBN 9780804782975)
- (en) « Organized ambivalence: when sickle cell disease and stem cell research converge », Ethnicity & Health, vol. 16, nos 4-5,‎ 1er août 2011, p. 447–463 (ISSN 1355-7858, PMID 21797729, DOI 10.1080/13557858.2011.552710, lire en ligne, consulté le 2 mai 2023).
- (en) « A Lab of Their Own: Genomic Sovereignty as Postcolonial Science Policy », sur academic.oup.com, Policy & Society, vol. 28, N° 4:3, 2009 (DOI 10.1016/j.polsoc.2009.09.007, consulté le 2 mai 2023).